# Січко Петро Васильович

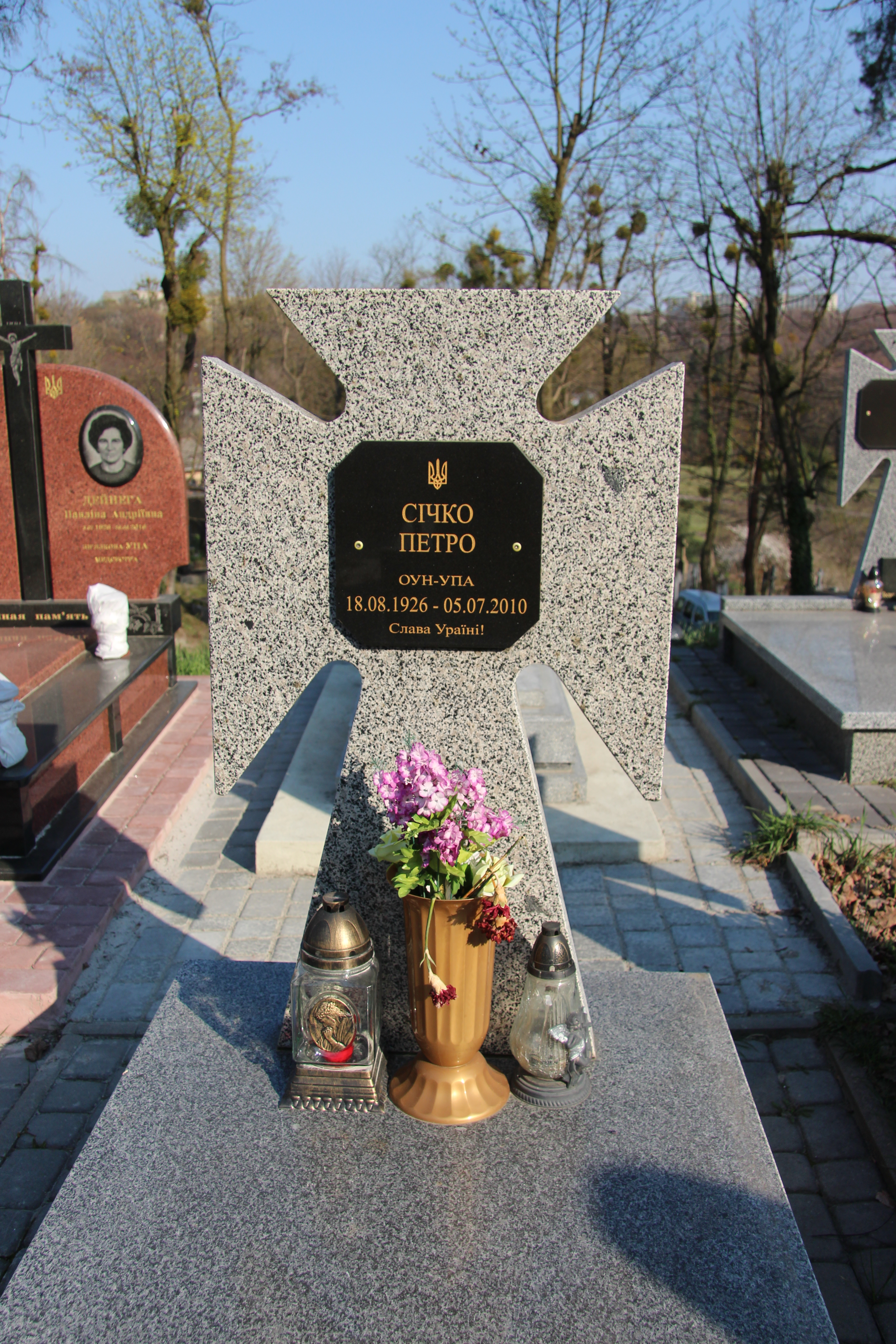
Могила Петра Січка на 37 полі Личаківського цвинтаря

Петро Васильович Січко (18 серпня 1926, Витвиця поблизу Долини, нині Івано-Франківська область — 5 липня 2010, Рига) — учасник українського національно-визвольного руху, дисидент, член Української Гельсінкської групи, громадський діяч. Почесний громадянин Долини.

## Життєпис
Народився 18 серпня 1926 року в селі Витвиця (нині Долинський район Івано-Франківської області) у селянській родині.

### В ОУН та УПА
1942 року вступив до Юнацької сітки ОУН, 1943 став учнем 6-го класу Львівської ґімназії. Навесні 1944 Провід ОУН спрямував його в Карпати до Другої старшинської школи УПА-Захід «Олені» в Рожанках. Закінчивши її в листопаді того року, спрямований до Чорного лісу в загін командира «Різуна», де був політвиховником сотні, згодом куреня.

### Підпільна діяльність і ув'язнення
Влітку 1945 на підроблені документи вступив на філологічний факультет Львівського університету, але через підозру полишив його. Наступного літа вступив на філологічний факультет Чернівецького університету, де створив підпільну студентську «Організацію борців за вільну Україну» (ОБЗВУ).
12 лютого 1947 року, на 21-му році життя, Петро Січко був заарештований у Чернівцях і конвойований до Головного слідчого органу МВД Прикарпатського округу у Львові. Витримав тяжкі фізичні і психологічні тортури, та нікого не видав. 23-26 червня 1947 військовий трибунал військ МВД Львівської області засудив його на 25 років позбавлення волі, 5 років заслання та 5 років поразки в правах за ст. 54-1а, 11 КК УРСР («зрада батьківщини», «організаційна діяльність»).

### В таборах ГУЛАГу
З липня 1947 Січко карався в таборі Шодрово (Кемеровська область), де в'язні масово вимирали від голоду та виснажливої праці. Навесні 1949 етапований у Тайшетські табори (ОЗЕРЛаг). За участь в акціях непокори, страйках його перекидали з табору в табір, яких обійшов десятки.
Восени 1949 етапований морем на Колиму, в Магаданську область. Навесні 1954, перебуваючи в лікарні, познайомився з політв'язенкою Стефанією Петраш, яка вже вийшла на заслання. На початку січня 1956 Січко теж вийшов на поселення без права виїзду і на Стефана, 9 січня, вони одружилися. 24 березня за постановою комісії Президії Верховної Ради СРСР строк Січкові скорочено до 15 років.
22 грудня 1956 у поселенні Стєкольний, на 72-му кілометрі від міста Магадана, народився їхній син Василь.

### На волі
20 березня 1957 Січко постановою Магаданського обласного суду звільнений з місць позбавлення волі без права проживати в західних областях України, однак на Великдень того року сім'я повернулася у село Витвиця й оселилися в хаті матері. Петро Січко влаштувався диспетчером гаража в місті Долина, згодом нормувальником у Долинському будівельно-монтажному цеху.
1957-58 Січки самотужки побудували хату в м. Долина й оселилися в ній. 1959-63 П.Січко навчався на заочному відділенні Львівського політехнічного інституту за фахом «Економіка машинобудування і легкої промисловості». До захисту дипломної роботи не допущений через відмову співпрацювати з КГБ.
1958-77 Січко працює диспетчером, старшим економістом на заводі металовиробів у с. Верхній Струтинь, начальником планово-виробничого відділу управління механізації, з 6 грудня 1973 — інженером, старшим інженером по праці та зарплаті.
26 липня 1960 року в Січків народився син Володимир, 10 квітня 1963 — дочка Оксана.
1972—1973 закінчив у Львівському сільськогосподарському інституті однорічний заочний економічний факультет.
У 1974 син Василь, який закінчив середню школу, не був прийнятий на журналістський факультет Львівського університету як син колишніх політв'язнів, та наступного року йому вдалося вступити до Київського університету, звідки був з другого курсу виключений. Василь оприлюднив заяву про відмову від радянського громадянства, вийшов з комсомолу, у зв'язку з чим були спроби запроторити його до психлікарні.
3 листопада 1977 року Петро Січко звільнений з посади старшого інженера по праці й зарплаті, а напередодні 60-річчя Радянської влади міліція затримала його «за підозрою», що він хоче вбити декана і парторга факультету журналістики КДУ. Тримали його кілька днів. 7 листопада надіслав скаргу Президії Верховної Ради СРСР, Президії Верховної Ради УРСР і Прокуророві УРСР про переслідування його на роботі, однак 21 грудня був звільнений, оголосив страйк. На диво, був відновлений на посаді.
Коли 17 січня 1978 року сина Василя підступно схопили кагебісти і в наручниках запроторили в Івано-Франківську психіатричну лікарню на експертизу, батько поїхав до головного психіатра Міністерства охорони здоров'я СРСР О. О. Чуркіна, який сказав, що в радянській психіатрії відречення від громадянства вважається шизофренією. Тоді 19 лютого 1978 Січко звернувся до ООН з клопотанням про еміґрацію своєї сім'ї.
26 лютого 1978 син Василь, а 30 квітня батько стають членами Української Громадської Групи сприяння виконанню Гельсінкських угод, їхні підписи з'являються під документами «Групи Рух за права людини на тлі національних змагань українського народу», «Наші завдання», Звернення до Комітету ООН у справах прав і свобод людини…". 7 листопада 1978 Січко оприлюднив заяву про порушення прав людини в СРСР — на прикладі своєї сім'ї. У листопаді 1978 звернувся до Верховної Ради УРСР з протестом проти закриття церкви в с. Ілемня, знищення дзвіниці в с. Спас, перетворення діючої церкви в м. Рожнятів на музей атеїзму.
9 січня 1979 батько й син пробилися до зали, де йшов судовий процес над членом УГГ Василем Стрільцівим, і звернулися до свідків звинувачення із закликом не йти проти свого сумління і не піддаватися тискові КГБ. У них проводять обшуки, їх викликають до КГБ.
30 квітня Петро Січко подав заяву про геноцид українського народу, нею ж у зв'язку з переслідуванням сім'ї зрікся радянського громадянства.
22 травня, у день похорону у Львові композитора Володимира Івасюка, який був знайдений у лісі замордованим і повішеним, Січків та В.Стрільціва викликали в КГБ в Івано-Франківськ. На Трійцю, 10 червня, Січки виступили на громадянській панахиді на Личаківському кладовищі у Львові на могилі Івасюка, звинуватили владу в убивстві композитора і закликали присутніх підтримати діяльність УГГ. Учасники панахиди скандували «Слава Україні!».

### Повторне ув'язнення
27 червня прокурор Львівської області порушив кримінальну справу проти Петра та Василя Січків за ознаками ст. 187-І КК УРСР («розповсюдження наклепницьких вигадок, які паплюжать радянський державний і суспільний лад»). Заарештовані вони 5 липня, причому сина спрямували на 40-денну психіатричну експертизу. У розслідуванні участі не брали. 22 листопада їм пред'явлено обвинувальний висновок, та обидва його не підписали. 4 грудня у Львівському обласному суді відбувся судовий процес над Січками, про який родина не знала. Січки зіґнорували суд: не давали показів, відмовилися від останнього слова, не вставали. Вирок: батькові — 3 роки таборів суворого, а синові — 3 роки таборів посиленого режиму. Січки відмовилися одержувати копії вироку і оскаржувати його в касаційному порядку.
З 25 грудня 1979 Петро Січко карався таборі УЛ-314/11, місті Брянка-6 Ворошиловградської (Луганської) області. 6 березня 1980 Січка просто в цеху жорстоко побили невідомі йому карні в'язні і його ж запроторили на два тижні до ізолятора (карцера).
Тим часом 21 березня 1980 року молодший син Володимир був виключений з механіко-математичного факультету КДУ (бо «радянській державі невигідно вчити ворога») і за відмову йти до війська 9 січня 1981 він теж був ув'язнений на 3 роки.
1981 в США вийшла книжка про родину Січків «A Family Torn Apart», вид-во КПЛ СКВУ, яку підготувала Ніна Строката-Караванська.
3 грудня 1982 син Василь був підло звинувачений у «виготовленні та збуті наркотичних речовин» і 4 січня 1983 засуджений ще на 3 роки ув'язнення. 26 травня 1982, за 40 діб до закінчення терміну ув'язнення, батькові теж пред'явлене нове звинувачення за ст. 187-І КК УРСР, а 19 липня судова колегія в кримінальних справах Ворошиловградського обласного суду винесла вирок: 3 роки позбавлення волі в таборах суворого режиму. 31 жовтня Петра Січка привезли в Херсон, до табору ЮЗ-17/90, де умови утримання були особливо тяжкі.

### Діяльність наприкінці СРСР
Звільнений 26 травня 1985. За ним було встановлено адміністративний нагляд на 1 рік. Улаштували його на пилораму заводу залізобетонних виробів у Долині.
11 березня 1988 за підписом 19 членів Української Гельсінкської Групи, в тому числі Петра і Василя Січків, було оприлюднено Звернення УГГ до української та світової громадськості про відновлення її діяльності.
26 квітня, у день другої річниці чорнобильської катастрофи, члени Українського Християнсько-Демократичного Фронту, керованого Василем Січком, уперше піднесли на мітингу у Львові синьо-жовтий прапор. Офіційна дата заснування УХДФ — 1 листопада 1988, Установчий з'їзд — 13 січня 1989 (з квітня 1990 — Українська Християнсько-Демократична партія, УХДП). Василя обрано Головою, Петра — членом Головної Ради, він же голова Івано-Франківської ОО. З 22 грудня 2002 Петро Січко виконував обов'язки Голови УХДП, а на VII з'їзді 8 — 9 березня 2003 обраний її Головою. Партія, одначе, 2003 року знята Мін'юстом з реєстрації. 1994, 1998 і 2002 роки Петро Січко висувався кандидатом у народні депутати України.
4 квітня 1989 Петро Січко виступив на вечорі 40-ліття Володимира Івасюка в Будинку вчителя в Києві. У 10-у річницю його загибелі УХДП організувала панахиду на Личаківському цвинтарі.
4 червня 1989 УХДФ організував екологічний мітинг у Калуші, де виступили обидва Січки. 7 червня батько був за це заарештований на 10 діб. Кілька таких мітингів Січки організували в м. Долина, за що мали по 15 діб арешту, 18 і 29 вересня Петро був побитий міліцією, мав струс мозку.

### В Незалежній Україні
9 вересня 1996 померла вірна його подруга і сподвижниця Стефанія Петраш, 17 листопада 1997 за нез'ясованих обставин трагічно загинув у США син Василь Січко. Дід з невісткою Лесею виростили і виховали його дітей Петра і Стефу.
Жив у м. Долина. Петро Січко пішов з життя 5 липня 2010 на 84-му році, перебуваючи в гостях у дочки в Ризі. Похований на 37 полі Личаківського цвинтаря.

## Нагороди
- Орден «За мужність» I ст. (8 листопада 2006)[2] — за громадянську мужність, самовідданість у боротьбі за утвердження ідеалів свободи і демократії та з нагоди 30-ї річниці створення Української Громадської Групи сприяння виконанню Гельсінкських угод. Тим самим указом Президента України Віктора Ющенка були також нагороджені посмертно Василь Січко (член УГГ) та Стефанія Петраш (неоголошений член УГГ).

- 24 вересня 2015 року на честь родини Січків названо провулок у місті Долині.[3]